# Гіперпростір
Гіперпро́стір (англ. Hyperspace) в науковій фантастиці — це вигаданий спосіб переміщення в просторі. Гіперпростір, як правило, описується як область простору з більшою розмірністю, ніж звичайний тривимірний, що співіснує з нашим всесвітом, куди можна потрапити за допомогою використання природних аномалій або спеціальних пристроїв. Подорож через гіперпростір зображується як швидша, ніж зі швидкістю світла в нормальному просторі, завдяки різниці фізичних законів у них.
Автори фантастики можуть використовувати й інші назви для гіперпростору у своїх творах, такі як Імматеріум чи Варп (Warhammer 40000), Z-простір в ANIMORPHS, або Підпростір (Underspace, U-простір), як в «Зоряній Брамі».

## Проблема надсвітлових подорожей
Астрономічні відстані та неможливість швидших за швидкість світла подорожей являють собою виклик для більшості авторів наукової фантастики. Вони можуть бути вирішені декількома способами: прийняття їх як такого (анабіоз, кораблі поколінь, уповільнення часу), відкриття способу рухатися швидше за світло, не порушуючи відомих фізичних законів (двигун деформації, варп-двигун), «згорнути» простір для досягнення миттєвого переміщення (наприклад, ефект Хольцмана у всесвіті Дюни), доступ до кротової нори, або обхід проблеми в альтернативному просторі — гіперпросторі.
Описи механізмів для подорожей через гіперпростір часто надаються у фантастичних творах, використовуючи реальні фізичні терміни, такі як відносність, розмірність простору або теорія струн, щоб створити ілюзію правдоподібного пояснення. Однак гіперпростір залишається гіпотезою, правдивих даних про реальність такого способу переміщення поки не існує.

## Пояснення гіперпростору
Класично принцип переміщень крізь гіперпростір зводиться до того, що космічний корабель з допомогою спеціального пристрою переходить до паралельного всесвіту, який існує там же, де і звичайний, але в інших вимірах (чи тривимірний є частиною чотири- і більше вимірного). Там діють інші закони фізики, за яких максимальна можлива швидкість перевищує швидкість світла у звичайному просторі. Пролетівши певну відстань, корабель повертається у свій всесвіт. Так діє, наприклад, гіпердвигун в «Зоряних війнах» та «Зоряній брамі».
В деяких науково-фантастичних творах з інших фізичних законів гіперпростору витікає складність або неможливість навігації в ньому. Наприклад, у всесвіті «Вавилону 5» для навігації необхідні спеціальні тахіонні маяки, а у всесвіті «Андромеди» знаходити шлях у гіперпросторі можливо тільки за допомогою інтуїції.
Гіперпростір також зустрічається в техно фентезі. Так у Warhammer 40,000 він містить відбиття емоцій і думок жителів звичайного всесвіту, найсильніші і найтриваліші з яких утворюють богів і демонів. Сам гіперпростір має непостійні закони й може як прискорити космічний політ, так і продовжити його, або навіть перемістити корабель в часі.
В «Crest of the Stars» гіперпростір двовимірний, а входити й виходити з нього можливо тільки в особливих місцях. З причини двовимірності кораблі пересуваються у площині, підтримувані у тривимірній формі спеціальними пристроями.